# Tsyklon-3
Tsyklon-3 var en ukrainsk raket utvecklad under Sovjet-tiden. Raketen är baserad på den sovjetiska interkontinentala ballistiska roboten R-36 och flög första gången den 24 juni 1977. Sista uppskjutningen gjordes den 30 januari 2009.